# Лешек Болеславович
Лешек Мазовецкий (Лешек Болеславович) (пол. Leszek Bolesławowic; 1162—1186) — князь Мазовецкий и Куявский с 1173 года.

## Биография
Младший сын князя-принцепса Польши и князя Мазовецкого и Куявского Болеслава IV Кудрявого и русской княгини Верхуславы, дочери новгородского князя Всеволода Мстиславовича. Представитель династии Пястов.
Точная дата рождения Лешека остается неизвестной. Согласно Яну Длугошу, писавшему в XV веке, он родился в 1158 году.
Историк Освальд Бальцер утверждал, что Лешек родился между 1160 и 1165 годами. Он основывал свою позицию на документе 26 апреля 1177 года, в котором Лешек упоминается как занимающий последнее место среди польских князей после Мешко Младшего. Бальцер считал, что это означало, что Лешек был моложе Мешко, который, согласно Бальцеру, был сыном Мешко III Старого, родившегося после 1159 года. Бальцер также считал, что Лешеку должно было быть не менее 12 лет, чтобы считаться официальным свидетелем. Таким образом, эта дата, предложенная Бальцером, была принята в историографии. Однако позже его аргументы были опровергнуты, поскольку было доказано, что Мешко Младший, упомянутый в упомянутом документе, был Мешко I Плясоногий (родился до 1147 года), а также что принц мог быть упомянут в документе в качестве свидетеля, даже когда ему было меньше 12 лет.
Основываясь на тимпане из Олбина, изготовленном в 1172 году, историк Казимир Ясинский предположил, что в то время Лешеку было около 10 лет, и, следовательно, он должен был родиться около 1162 года. Эта идея принята отдельными историками.
Смерть старшего брата Болеслава в 1172 году оставила Лешека единственным наследником своего отца. Князь-принцепс Болеслав IV был очень опечален кончиной своего старшего сына и умер через год, завещав Мазовию и Куявию Лешеку, которому было около 11 лет.
Согласно воле отца опеку над Лешеком принял его дядя Казимир. Когда Казимир II занял краковский трон, он поручил опеку над Лешеком, страдавшим слабым здоровьем, местному магнату Жироне. Князем-принцепсом Польши стал следующий по старшинству брат Болеслава IV, Мешко III Старый.
Согласно русскому историку XVIII века Василию Татищеву, основывающемуся на более старой историографии, в 1180 году Лешек участвовал в походе против минского князя Володимира, который попытался захватить Брест, принадлежавший его шурину Васильку Ярополковичу. Однако современные польские историки считают эти сведения ненадежными.
В 1184 году Лешек под влиянием своего окружения решил принять сторону своего другого дяди Мешко III. Он объявил Мешко III своим опекуном и составил завещание, в котором указал своим наследником сына Мешко III, своего двоюродного брата Мешко Младшего. Вскоре, однако, Мешко своим поведением разочаровал Лешека, и он извинился перед Казимиром II и изменил свое завещание, вновь сделав его своим наследником.
20 января 1185 года Лешек Мазовецкий сделал крупное пожертвование епископству Влоцлавека, включая, среди прочего, Слоньск и деревню Ковале.
Лешек Мазовецкий умер бездетным в 1186 году, точная дата его смерти неизвестна. Согласно Яну Длугашу, он был похоронен в Собор Пресвятой Девы Марии Мазовецкой в Плоцке, но эта информация принимается не всеми историками. После смерти Лешека Мазовецкое княжество отошло к Казимиру, но западную часть княжества, Куявию, захватил Мешко III и передал своему сыну Болеславу (некоторые историки, однако, утверждают, что Болеслав получил Куявию только в 1194 году после смерти Казимира II Справедливого).